# BMC Racing Team/Saison 2015
Diese Liste beschreibt die Mannschaft und die Erfolge des Radsportteams BMC Racing Team in der Saison 2015.

## Erfolge in der UCI WorldTour
In der Saison 2015 gelangen dem Team nachstehende Erfolge in der UCI WorldTour.
| Datum          | Rennen                                                | Sieger               |
| -------------- | ----------------------------------------------------- | -------------------- |
| 22. Januar     | 3. Etappe Tour Down Under                             | Rohan Dennis         |
| 20.–25. Januar | Gesamtwertung Tour Down Under                         | Rohan Dennis         |
| 13. März       | 3. Etappe Tirreno–Adriatico                           | Greg Van Avermaet    |
| 26. März       | 4. Etappe Volta a Catalunya                           | Tejay van Garderen   |
| 1. Mai         | 4. Etappe Tour de Romandie                            | Stefan Küng          |
| 21. Mai        | 12. Etappe Giro d’Italia                              | Philippe Gilbert     |
| 28. Mai        | 18. Etappe Giro d’Italia                              | Philippe Gilbert     |
| 9. Juni        | 3. Etappe Critérium du Dauphiné (MZF)                 | BMC Racing Team      |
| 4. Juli        | 1. Etappe Tour de France (EZF)                        | Rohan Dennis         |
| 12. Juli       | 9. Etappe Tour de France (MZF)                        | BMC Racing Team      |
| 17. Juli       | 13. Etappe Tour de France                             | Greg Van Avermaet    |
| 16. August     | 7. Etappe Eneco Tour                                  | Manuel Quinziato     |
| 22. August     | 1. Etappe Vuelta a España (MZF)                       | BMC Racing Team      |
| 5. September   | 14. Etappe Vuelta a España                            | Alessandro De Marchi |
| 20. September  | UCI-Straßen-Weltmeisterschaft – Mannschaftszeitfahren | BMC Racing Team      |

## Erfolge in der UCI America Tour
In der Saison 2015 gelangen dem Team nachstehende Erfolge in der UCI America Tour.
| Datum          | Rennen                            | Kat. | Fahrer           |
| -------------- | --------------------------------- | ---- | ---------------- |
| 17. August     | 1. Etappe USA Pro Challenge       | 2.HC | Taylor Phinney   |
| 18. August     | 2. Etappe USA Pro Challenge       | 2.HC | Brent Bookwalter |
| 20. August     | 4. Etappe USA Pro Challenge       | 2.HC | Rohan Dennis     |
| 21. August     | 5. Etappe USA Pro Challenge (EZF) | 2.HC | Rohan Dennis     |
| 17.–23. August | Gesamtwertung USA Pro Challenge   | 2.HC | Rohan Dennis     |

## Erfolge in der UCI Europe Tour
In der Saison 2015 gelangen dem Team nachstehende Erfolge in der UCI Europe Tour.
| Datum       | Rennen                                     | Kat. | Fahrer              |
| ----------- | ------------------------------------------ | ---- | ------------------- |
| 4. April    | Volta Limburg Classic                      | 1.1  | Stefan Küng         |
| 15. April   | De Brabantse Pijl                          | 1.HC | Ben Hermans         |
| 3. Mai      | 3. Etappe Tour de Yorkshire                | 2.1  | Ben Hermans         |
| 31. Mai     | 5. Etappe Belgium Tour                     | 2.HC | Greg Van Avermaet   |
| 27.–31. Mai | Gesamtwertung Belgium Tour                 | 2.HC | Greg Van Avermaet   |
| 24. Juni    | Schweizer Meisterschaft – Einzelzeitfahren | CN   | Silvan Dillier      |
| 28. Juni    | Schweizer Meisterschaft – Straßenrennen    | CN   | Danilo Wyss         |
| 7. Juli     | 3. Etappe Österreich-Rundfahrt             | 2.HC | Rick Zabel          |
| 22. Juli    | GP Pino Cerami                             | 1.1  | Philippe Gilbert    |
| 27. Juli    | 3. Etappe Tour de Wallonie                 | 2.HC | Philippe Gilbert    |
| 2. August   | RideLondon-Surrey Classic                  | 1.HC | Jean-Pierre Drucker |
| 15. August  | 3. Etappe Arctic Race of Norway            | 2.HC | Ben Hermans         |
| 16. August  | 4. Etappe Arctic Race of Norway            | 2.HC | Silvan Dillier      |

## Abgänge – Zugänge
| Zugänge                  | Team 2014                            | Abgänge                  | Team 2015                   |
| ------------------------ | ------------------------------------ | ------------------------ | --------------------------- |
| Damiano Caruso           | Cannondale                           | Steve Morabito           | FDJ                         |
| Alessandro De Marchi     | Cannondale                           | Lawrence Warbasse        | IAM Cycling                 |
| Jean-Pierre Drucker      | Wanty-Groupe Gobert                  | Dominik Nerz             | Bora-Argon 18               |
| Campbell Flakemore       | Avanti Racing Team                   | Martin Kohler            | Drapac Professional Cycling |
| Joseph Rosskopf          | Hincapie Sportswear Development Team | Stephen Cummings         | MTN-Qhubeka                 |
| Stefan Küng              | Neoprofi                             | Yannick Eijssen          | Wanty-Groupe Gobert         |
| Manuel Senni             | Neoprofi                             | Sebastian Lander         | Team TreFor-Blue Water      |
| Dylan Teuns              | Neoprofi                             | Thor Hushovd             | Karriereende                |
| Loïc Vliegen (ab 01.07.) | BMC Development Team                 | Cadel Evans (bis 01.02.) | Karriereende                |

## Mannschaft
| Name                 | Geburtstag         | Nationalität       |              |
| -------------------- | ------------------ | ------------------ | ------------ |
| Darwin Atapuma       | 15. Januar 1988    | Kolumbien          |              |
| Brent Bookwalter     | 16. Februar 1984   | Vereinigte Staaten |              |
| Marcus Burghardt     | 30. Juni 1983      | Deutschland        |              |
| Damiano Caruso       | 12. Oktober 1987   | Italien            |              |
| Alessandro De Marchi | 19. Mai 1986       | Italien            |              |
| Rohan Dennis         | 28. Mai 1990       | Australien         |              |
| Silvan Dillier       | 3. August 1990     | Schweiz            |              |
| Jean-Pierre Drucker  | 3. September 1986  | Luxemburg          |              |
| Campbell Flakemore   | 6. August 1992     | Australien         |              |
| Tejay van Garderen   | 12. August 1988    | Vereinigte Staaten |              |
| Philippe Gilbert     | 5. Juli 1982       | Belgien            |              |
| Ben Hermans          | 8. Juni 1986       | Belgien            |              |
| Stefan Küng          | 16. November 1993  | Schweiz            |              |
| Klaas Lodewyck       | 24. März 1988      | Belgien            |              |
| Amaël Moinard        | 2. Februar 1982    | Frankreich         |              |
| Daniel Oss           | 13. Januar 1987    | Italien            |              |
| Taylor Phinney       | 27. Juni 1990      | Vereinigte Staaten |              |
| Manuel Quinziato     | 30. Oktober 1979   | Italien            |              |
| Joseph Rosskopf      | 5. September 1989  | Vereinigte Staaten |              |
| Samuel Sánchez       | 5. Februar 1978    | Spanien            |              |
| Michael Schär        | 29. September 1986 | Schweiz            |              |
| Manuel Senni         | 11. März 1992      | Italien            |              |
| Peter Stetina        | 8. August 1987     | Vereinigte Staaten |              |
| Dylan Teuns          | 1. März 1992       | Belgien            |              |
| Greg Van Avermaet    | 17. Mai 1985       | Belgien            |              |
| Peter Velits         | 21. Februar 1985   | Slowakei           |              |
| Danilo Wyss          | 26. August 1985    | Schweiz            |              |
| Rick Zabel           | 7. Dezember 1993   | Deutschland        |              |
| Stagiaires           | Stagiaires         | Nationalität       | Nationalität |
| Tom Bohli            | Tom Bohli          | Schweiz            |              |
| Kilian Frankiny      | Kilian Frankiny    | Schweiz            |              |
| Floris Gerts         | Floris Gerts       | Niederlande        |              |